# Docteur No
James Bond contre Dr No (Dr. No) est le sixième roman d'espionnage de l'écrivain britannique Ian Fleming mettant en scène le personnage de James Bond. Il est publié le 31 mars 1958 au Royaume-Uni. La traduction française paraît en 1960 sous le titre Docteur No avant de prendre en 1964 le titre James Bond contre Dr No, avec plusieurs variantes selon les éditions.
L'agent secret britannique James Bond est envoyé en Jamaïque pour faire la lumière sur la disparition des deux agents de la station locale du MI6. Ses investigations l'amènent à s'intéresser au Dr Julius No, un reclus sino-allemand vivant sur son île de Crab Key où il exploite du guano. Plusieurs personnes ont déjà trouvé la mort sur cette île.
Le roman est plutôt mal reçu par la critique, la charge étant menée par Paul Johnson qui résume le livre avec trois mots : « Sexe, snobisme et sadisme ». Cependant, il est le premier James Bond à être adapté au cinéma en 1962 sous le titre James Bond 007 contre Dr No, avec Sean Connery dans le rôle de 007. Il inaugure ainsi la série de films de James Bond produite par EON Productions. Le roman a aussi été adapté en comic strip en 1960 et en dramatique radio en 2008.

## Résumé
À Kingston, en Jamaïque, le commander John Strangways, chef de la station Caraïbes du MI6 (déjà vu dans Vivre et laisser mourir), et sa secrétaire Mary Trueblood, sont assassinés par trois faux aveugles afro-asiatiques qui repartent avec les corps. Trois semaines plus tard, à Londres, l'agent secret britannique James Bond revient de convalescence après un grave empoisonnement à la tétrodotoxine infligé par l'agent du SMERSH Rosa Klebb (voir Bons Baisers de Russie). Son Beretta lui ayant fait défaut au moment inopportun, il doit l'échanger contre un Walther PPK et un Smith & Wesson jugés plus fiables et puissants par l'armurier, le major Boothroyd. M confie à 007 la mission d'enquêter sur la mystérieuse disparition des deux agents, ce qu'il considère être des « vacances ». Bond apprend que Strangways s'intéressait au Docteur Julius No, un reclus sino-allemand vivant sur l'île privée de Crab Key où il exploite du guano. Quatre membres de la Société nationale Audubon protégeant une colonie d'oiseaux rares installée sur l'île y ont trouvé la mort dans des circonstances suspectes.
À son arrivée en Jamaïque, Bond retrouve son vieil ami Quarrel (voir Vivre et laisser mourir) et il comprend vite que sa venue n'est pas passée inaperçue. Dès l'aéroport, il est suivi par une photographe asiatique un peu trop curieuse dont il n'arrive à tirer de force qu'une menace. Bond rencontre le Gouverneur intérimaire de la colonie qui, ne voulant pas de problèmes avant sa retraite, n'est pas enchanté de sa présence. Son adjoint le Colonial Secretary Pleydell-Smith se montre plus coopératif mais le dossier sur le Dr No a mystérieusement disparu. L'agent 007 est alors la cible de deux tentatives d'assassinat : un panier de fruits empoisonnés est livré à sa chambre d'hôtel et une scolopendre mortelle est placée dans son lit pendant qu'il dort.
Bond décide de se rendre avec Quarrel sur l'île de Crab Key pour enquêter sur le Dr No. Ils y font la rencontre de Honeychile Rider, une jeune et belle femme vivant seule de la vente des précieux coquillages qu'elle collecte. Repérés par les sbires de No, ils réussissent à leur échapper en se cachant sous l'eau dans la mangrove. Honeychile explique à Bond économiser de l'argent pour aller aux États-Unis se refaire son nez cassé. Bond se promet de s'occuper d'elle après sa mission. Le lendemain matin, il est réveillé par Quarrel qui a repéré, fonçant droit sur eux, ce qu'Honeychile dit être le dragon de l'île. Il s'agit en réalité d'un swamp buggy blindé équipé d'un lance-flammes. Leurs armes n'ont aucun effet sur le véhicule et Quarrel se retrouve brûlé vif sous les yeux de Bond et Honeychile qui n'ont d'autre choix que de se rendre.
Bond et Honeychile sont emmenés dans un luxueux complexe caché dans la montagne où ils sont accueillis comme d'importants clients d'un hôtel prestigieux. Ils sont invités à dîner avec le Dr No qui leur explique avoir été le trésorier d'un tong chinois de New York auquel il a volé une grosse somme d'argent. Les membres de l'organisation l'ont retrouvé, l'ont torturé puis lui ont coupé les mains avant de lui tirer une balle dans le cœur. Mais étant l'une des rares personnes à avoir le cœur à droite, il survécut. Il fit construire secrètement cette base sur l'île de Crab Key opérée par une communauté d'afro-asiatiques. Depuis son repaire, il sabote les essais des missiles américains envoyés des Îles Turques-et-Caïques en en prenant le contrôle radio avec l'aide des soviétiques qui sont prêts à payer une fortune pour retarder ou faire annuler le programme de recherche des américains, voire pour récupérer un des prototypes tombés en mer. C'est pour préserver le secret de son opération qu'il a tué les quatre membres d'Audubon et les deux agents du MI6.
Après le dîner, le Dr No leur dévoile la manière dont ils vont mourir. Honeychile est attachée à des rochers sur le chemin de milliers de crabes Gecarcinus ruricola dans le but d'être dévorée vivante. Quant à Bond, un véritable parcours de la mort va tester sa volonté de survie et la capacité de son corps à résister à la douleur. Il doit ramper dans le système de ventilation où il lutte contre des chocs électriques, des brûlures et de grandes araignées venimeuses. L'épreuve se termine par un combat contre un calmar géant que Bond, exténué, remporte à l'aide d'armes improvisées. En retournant vers la base, 007 trouve le Dr No sur les quais en train de superviser le chargement de guano dans un bateau. Il prend discrètement le contrôle de la grue et déverse son chargement sur le docteur qui meurt enseveli sous une tas de guano. Bond retrouve rapidement Honeychile qui a réussi à se libérer toute seule. Ensemble, ils s'échappent de l'île avec le « dragon » puis le canoë d'Honeychile.
De retour en Jamaïque, Bond fournit assez d'éléments de preuves aux autorités pour qu'elles lancent immédiatement la prise d'assaut de la base, essayant de masquer leur inaction passée. Après avoir fait son rapport à ses supérieurs, Bond retourne auprès d'Honeychile.

## Personnages
Le roman met en scène l'agent secret britannique James Bond du MI6 face au Docteur Julius No, un reclus sino-allemand vivant sur l'île de Crab Key au large de la Jamaïque. La James Bond girl est Honeychile Rider, une jeune femme ramassant des coquillages sur Crab Key. Plusieurs personnages récurrents de la série littéraire sont présents : M, le directeur du MI6, Bill, son chef d'État-Major, John Strangways, chef de la station Caraïbes du MI6, et Quarrel, un pécheur caïmanien et ami de Bond.

### Principaux
- James Bond (007) : agent secret britannique du MI6 chargé d'enquêter sur la mystérieuse disparition de John Strangways et de sa secrétaire en Jamaïque.
- Docteur Julius No : reclus sino-allemand propriétaire de l'île de Crab Key où il exploite du guano.
- Honeychile Rider : jeune et belle femme vivant seule de la vente de coquillages précieux ramassés autour de l'île de Crab Key.
- Quarrel : pécheur originaire des Îles Caïmans servant d'homme à tout faire à Bond comme lors de sa dernière mission en Jamaïque (voir Vivre et laisser mourir).
- M : directeur du MI6, les services secrets britanniques.
- Colonial Secretary Pleydell-Smith : adjoint du Gouverneur de Jamaïque.

### Secondaires
- Commander John Strangways : chef de la station C (Caraïbes) du MI6.
- Miss Mary Trueblood : agent du MI6 agissant comme la secrétaire de Strangways.
- Sir James Molony : médecin ayant soigné James Bond.
- Major Boothroyd : armurier du MI6.
- Bill : chef d'État-Major de M.
- Annabel Chung : photographe du Daily Gleaner.
- Gouverneur intérimaire de Jamaïque.
- Miss Taro : secrétaire de Pleydell-Smith.
- Sœurs Rose & Lily : employées de la base du Dr No.
- Bill Templar : Général de brigade commandant la Force de Défense Caribéenne.
- Superintendant de police.

## Lieux
Le roman se déroule principalement sur l'île fictive de Crab Key située au large de la Jamaïque dans la mer des Caraïbes (12 chapitres). L'action se déroule également sur l'île de Jamaïque elle-même (6 chapitres), alors colonie britannique, ainsi qu'à Londres au Royaume-Uni (2 chapitres).
C'est la seconde fois que James Bond se rend en Jamaïque après Vivre et laisser mourir.
| Londres Jamaïque |

### Jamaïque
John Strangways joue aux cartes au Queen's Club — basé sur le réel Liguanea Club — situé sur Richmond Road à Kingston, au pied du massif des Blue Mountains. Son corps et celui de sa secrétaire sont balancés dans le réservoir d'eau à ciel ouvert de Mona au nord de Kingston,.
James Bond atterrit à l'aéroport Palisadoes de Kingston en passant près du phare de Plumb Point et dort à l'hôtel Blue Hills. Il dîne avec Quarrel au restaurant Joy Boat sur le front de mer,,. Il se rend à King's House, la résidence du gouverneur britannique de Jamaïque, puis au Jamaican Institute,. Il rejoint la côte nord de l'île en passant par Castleton Gardens, et s'installe à la villa Beau Desert dans Morgan's Harbourg près de Port Maria. Les deux hommes conduisant la voiture de Bond ont un accident sur la route Devil's Racecourse entre Spanish Town et Ocho Rios. James Bond et Quarrel rejoignent l'île de Crab Key située entre la Jamaïque et Cuba,,.

### Royaume-Uni
James Bond est briefé sur sa mission au siège du MI6 donnant sur Regent's Park à Londres au Royaume-Uni.

## Écriture

### Major Boothroyd

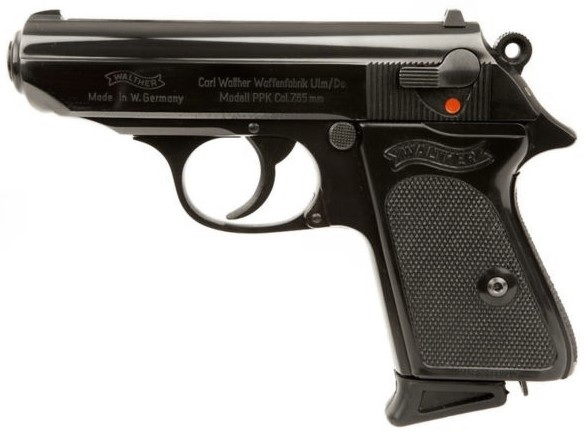
Walther PPK.

En mai 1956, Ian Fleming reçoit une lettre de l'expert en arme à feu Geoffrey Boothroyd (en) qui critique le choix du pistolet de James Bond, un Beretta .25 qu'il considère comme une « arme de femme ». Il lui conseille plutôt un Smith & Wesson .38 ou un Walther PPK 9 mm. Fleming retient ce dernier qui deviendra l'arme emblématique de Bond à partir de Docteur No. Pour remercier Geoffrey Boothroyd, il donne son nom à l'armurier du MI6, le major Boothroyd qui deviendra « Q » dans les films de James Bond.

## Publication et réception

### Publication
Dr. No est publié le 31 mars 1958 au Royaume-Uni par l'éditeur Jonathan Cape. La couverture de la première édition, dessinée par Pat Marriott, représente la silhouette d'une femme dans la végétation stylisée sur un fond beige. Aux États-Unis, le roman est publié la même année par Macmillan Publishers.
En France, la traduction de Jerry Hall est publiée en 1960 chez Presses Internationales sous le titre Docteur No. Elle reparaît en 1963 sous le titre Dr No. Une nouvelle traduction de Françoise Thirion paraît en 1964 chez Plon sous le titre James Bond contre Dr No. Cette version est publiée depuis par d'autres éditeurs sous les titres James Bond contre docteur No et James Bond 007 contre docteur No.
- (en) Dr. No, Londres, Jonathan Cape, 1958
- Docteur No (trad. Jerry Hall), Paris, Presses Internationales, coll. « Inter-espions » (no 9), 1960 (BNF 32957380)
- James Bond contre Dr No (trad. Françoise Thirion), Paris, Plon, coll. « Espionnage », 1964, 314 p. (BNF 41646253)

### Réception critique
Docteur No est le premier roman de Ian Fleming à recevoir un mauvais accueil de la part de la critique[réf. nécessaire]. Le plus virulent est Paul Johnson du New Statesman qui intitule sa critique « Sexe, snobisme et sadisme », et considère le livre comme « le plus dégoûtant qu'il ait jamais lu ».

## Adaptations

### Bande dessinée
Le roman est adapté en bande dessinée en 1960. L'auteur Peter O'Donnell et le dessinateur John McLusky (en) créent un comic strip quotidien publié du 23 mai au 1er octobre 1960 dans le tabloïd britannique Daily Express. La maison d'édition Titan Books (en) réédite le comic strip au Royaume-Uni le 23 mai 2005 dans l'album anthologique Dr. No regroupant également les aventures Les diamants sont éternels et Bons Baisers de Russie.

### Cinéma
Le roman est adapté au cinéma en 1962 par EON Productions. Le film James Bond 007 contre Dr No est le premier opus de la série de films de James Bond d'EON. Réalisé par Terence Young, il met en scène Sean Connery dans le rôle de 007, aux côtés de Joseph Wiseman dans celui du Dr No et d'Ursula Andress en Honeychile Rider. Si la trame principale du roman est conservée, plusieurs éléments sont modifiés comme le fait que le Dr No appartienne à l'organisation criminelle SPECTRE ou que la base utilise l'énergie nucléaire.

### Radio
Le roman est adapté en un dramatique radio diffusé sur la radio britannique BBC Radio 4 le 24 mai 2008 à l'occasion du centenaire de la naissance de Ian Fleming. C'est la première dramatisation d'une aventure de James Bond par le duo de réalisateur et producteur Martin Jarvis et Rosalind Ayres. Le programme écrit par Mark Holden et Sam Barbour met notamment en scène Toby Stephens — le méchant du film Meurs un autre jour — dans le rôle de James Bond, aux côtés de David Suchet dans celui du Dr No et Lisa Dillon (en) en Honeychile Rider,.